# Ilztal
Ilztal è un comune austriaco di 2 111 abitanti nel distretto di Weiz, in Stiria. È stato creato il 1º gennaio 1968 dalla fusione dei precedenti comuni di Großpesendorf, Prebensdorf e Wolfgruben bei Gleisdorf e il 1º gennaio 2015 ha inglobato il comune soppresso di Preßguts; capoluogo comunale è Prebensdorf.